# Micropentila adelgunda
Micropentila adelgunda är en fjärilsart som beskrevs av Otto Staudinger 1892. Micropentila adelgunda ingår i släktet Micropentila och familjen juvelvingar. Inga underarter finns listade i Catalogue of Life.